# Chinese crested dog
Il Chinese crested dog o cane crestato cinese è una razza di cane che, insieme con lo xoloitzcuintle e il cane nudo peruviano, fa parte delle sole tre razze di cani nudi riconosciute dalla Fédération cynologique internationale (FCI). 
Ne esistono anche altre, (come l'American Hairless Terrier, il cane delle sabbie abissino, il perro pila argentino, il levrieretto d'Africa, il cane di Nubia, il cane d'Egitto, il cane turco, il cane delle Antille) ma non riconosciute.
Tutte queste razze esistono in due varietà: quella nuda e quella pelosa (detta "piumino da cipria"). Fra le tre razze riconosciute dalla FCI, solo il cane crestato cinese vede riconosciuta anche la varietà pelosa, mentre per il cane nudo peruviano e lo xoloitzcuintle viene accettata solo la varietà nuda. Fa eccezione il terrier nudo americano, per il quale la varietà pelosa (Rat Terrier) è distinta da quella nuda, cioè i pelosi non vengono inseriti nei programmi di allevamento dei nudi, e le cucciolate sono composte solo da nudi.

## Profilo
Altri nomi: cane nudo cinese, chien chinois à crête (francese), chinesischer Schopfhund (tedesco), perro crestado chino - perro crestado de China (spagnolo), kinesisk nakenhund (norvegese), hiina harjaskoera (estone), kiinanharjakoira (finlandese), chinese gekuifde naakthond (olandese), chinski grzywacz (polacco), čínský chocholatý pes (ceco), cão cristado chinês - cão de crista chinês (portoghese), китайская хохлатая собака (russo), tüysüz çin köpegi (turco).
Standard FCI: n.288/c del giugno 1987.
Classificazione FCI: Gruppo 9 (cani da compagnia) - Sezione 4 (cani nudi).
Aspetto generale: cane piccolo, reattivo e aggraziato; ha ossatura mediofine, tronco liscio senza peli, presenti soltanto sui piedi, testa e coda, o è coperto da un soffice velo di peli.
Taglia: maschi altezza al garrese da 28 a 33 cm, femmine da 23 a 30. Peso inferiore a 5,5 kg.
Struttura: la varietà "deer" (cioè "daino") ha un'ossatura fine ed elegante, il "cobby" (cioè "pony") ha una corporatura più pesante.

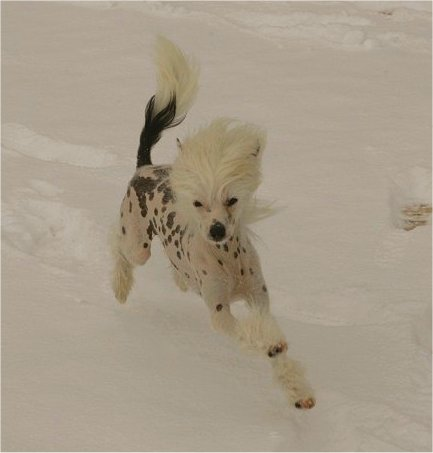
Cane crestato cinese, varietà nuda

Mantello e colore: sono accettati tutti i colori e le combinazioni di colori. Pelle a grana fine morbida e calda al tatto per il nudo, nella varietà powderpuff il mantello è costituito da un sottopelo con un soffice velo di peli lunghi.
Toelettatura: il musetto può essere lasciato naturalmente peloso (full face) o tosato (shaved face).
Alimentazione: equilibrata e controllata per evitare sovrappeso. Ugualmente indicati alimenti freschi o prodotti commerciali.
Carattere: allegro, affettuoso, distaccato con gli sconosciuti, sensibile ma determinato. Buon rapporto con i bambini e con gli altri cani. Si adatta bene alla vita da appartamento, anche se è necessario non fargli mancare un costante esercizio fisico per evitare aumenti di peso.
Attitudini: compagnia, esposizione, agility, obbedience, pet therapy.

## Origini
L'origine dei cani nudi cinesi risale alla notte dei tempi e si perde nei miti e nelle leggende. Non è infatti sicuro che le varie razze di cani nudi presenti nei diversi continenti discendano tutte da uno stesso ceppo o che il clima caldo stia all'origine della mutazione genetica, cosa non provata. Tuttavia, si ritiene comunemente che i cani nudi siano originari dell'Africa, che furono diffusi nel mondo dall'uomo durante i suoi viaggi e che siano stati selezionati distinguendoli in base a delle caratteristiche minori.
Non si hanno notizie sull'arrivo di questi cani in Cina, ma si sa che furono allevati dal popolo che formava la dinastia imperiale degli Han.

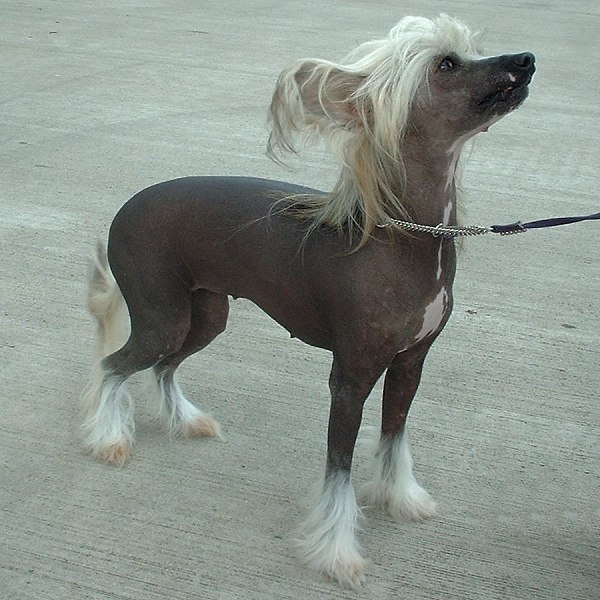
Cane crestato cinese, varietà nuda

Secondo dei racconti, sembra che nei programmi di selezione dei cani crestati cinesi furono inserite diverse razze, ma lo xoloitzcuintle veniva sempre reintrodotto almeno ogni tre generazioni per mantenere il gene della nudità. Alcune delle razze introdotte sarebbero: cani delle sabbie abissini (anch'essi nudi), basenji, il cane dei faraoni), Ibizan Hounds, Tibetan Terriers e Maltesi. Questo spiegherebbe la grande varietà di colori e tipi di mantello dei crestati di oggi. La grande varietà di strutture e colori è tale che è difficile trovare due cani somiglianti, quindi ogni crestato è, per così dire, un "pezzo unico".
In concomitanza con la rivoluzione culturale e con la decadenza della nobiltà cinese, questi cani sparirono dalla Cina, però si diffusero negli Stati Uniti, dove ebbero successo grazie al loro aspetto grazioso ed elegante. A questi esemplari, di cui Debora Wood (Crest Haven Kennels) mantenne le caratteristiche, si deve la sopravvivenza della razza.
Negli anni sessanta, dei soggetti provenienti dal suo allevamento furono importati in Inghilterra da Ruth Harris, costituendo la base dell'allevamento attuale.

## Classificazione
Nella classificazione della FCI, i crestati cinesi appartengono alla 4ª sezione (cani nudi) del gruppo 9 (cani da compagnia).

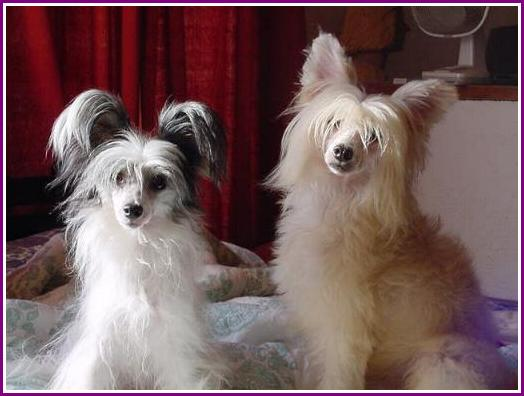
Cane crestato cinese, varietà "piumino da cipria"

In Gran Bretagna e negli Stati Uniti i nudi e i "piumini da cipria" sono giudicati nella stessa classe. La FCI non esige l'unanimità dai paesi affiliati, per cui in alcuni stati (Italia, Svezia...) vengono giudicati nella stessa classe, mentre in altri (Repubblica Ceca, Ungheria, Polonia...) sono giudicati separatamente.
Una proposta sicuramente interessante è quella di aggiungere nei pedigree l'indicazione "hairless" (nudo) o "powderpuff" (piumino da cipria) per ogni cane, così da fornire agli allevatori importanti informazioni per i loro programmi di allevamento.